# Goryeonghwa gajok
Goryeonghwa gajok (고령화 가족?), noto anche con il titolo internazionale Boomerang Family, è un film del 2013 scritto e diretto da Song Hae-sung.

## Trama
Oh In-mo, Oh Han-mo e Oh Mi-yeon non sono soddisfatti delle proprie vite: il primo ha una carriera che non decolla, viene tradito dalla moglie e medita il suicidio; il secondo è disoccupato e con cinque condanne alle spalle; la terza sta per divorziare e deve occuparsi di Min-kyung, la sua figlia adolescente. Quando la loro madre li chiama, hanno modo di rincontrarsi, ma si ritrovano anche a dover vivere insieme.

## Distribuzione
In Corea del Sud la pellicola è stata distribuita dalla CJ Entertainment a partire dal 9 maggio 2013.